# Xylocopa tayabanica
Xylocopa tayabanica är en biart som beskrevs av Cockerell 1930. Xylocopa tayabanica ingår i släktet snickarbin, och familjen långtungebin. Inga underarter finns listade i Catalogue of Life.